# Hydrolythrum wallichii
Hydrolythrum wallichii är en fackelblomsväxtart som beskrevs av Joseph Dalton Hooker. Hydrolythrum wallichii ingår i släktet Hydrolythrum och familjen fackelblomsväxter. Inga underarter finns listade i Catalogue of Life.